# Victoria, Argentina
Victoria är en ort i Argentina.   Den ligger i provinsen Entre Ríos, i den centrala delen av landet, 280 km nordväst om huvudstaden Buenos Aires. Victoria ligger 52 meter över havet och antalet invånare är 25 139.
Terrängen runt Victoria är huvudsakligen platt. Victoria ligger uppe på en höjd.
Runt Victoria är det i huvudsak tätbebyggt. Runt Victoria är det mycket glesbefolkat, med 5 invånare per kvadratkilometer.